# Стів Боюм
Стів Боюм (англ. Steve Boyum; нар. 4 вересня 1952, округ Лос-Анджелес, Каліфорнія, США) — американський режисер, продюсер та каскадер.

## Життєпис
Стів Боюм народився 4 вересня 1952 року в окрузі Лос-Анджелес, Каліфорнія. З 1987 року мешкає у місті Палм-Спрінгз штат Каліфорнія, США.
Займався серфінгом, гірськими лижами та мотокросом. Після закінчення коледжу у місті Мурпарквін розпочав свою кінокар'єру, як каскадер, у стрічці «На шляху до слави» у 1976 році.

## Фільмографія
- 2016 — «Смертельна зброя»
- 2016 — «Година пік»
- 2015-2017 — «Чорні вітрила»
- 2014 — «Вічність»
- 2012-2014 — «Революція»
- 2011 — «Касл»
- 2011 — «Гаваї 5.0»
- 2010-2011 — «Жива Мішень»
- 2009 — «Морська поліція: Лос-Анджелес»
- 2009 — «Острів Гарпера»
- 2008-2009 — «Чистильник»
- 2008 — «Єрихон»
- 2007 — «Біонічна жінка»
- 2007-2009 — «4исла»
- 2006 — «Мертва справа»
- 2006 — «Дикі серцем»
- 2006-2010 — «Надприродне»
- 2006-2009 — «Криміналісти: мислити як злочинець»
- 2006 — «E-Ring»
- 2005 — «Суперкрос»
- 2004 — «Мадемуазель Мушкетер»
- 2004 — «Копальні царя Соломона»
- 2003 — «Патруль часу 2: Берлінське рішення»[2]
- 2002 — «Удар по воротах 2: Розбиваючи лід»
- 2001 — «Мотокрос»
- 2000 — «Зведена сестра з планети Вейрд»
- 2000 — «У мами побачення з вампіром»
- 1999 — «Джонні Цунамі»
- 1998 — «Разом з Дідлами»

Як каскадер та постановник трюків брав участь у більш ніж 60 стрічках, серед яких: «Апокаліпсис сьогодні» (1979), «Брати Блюз» (1980), «Смертельна зброя 2» (1992), «Ігри патріотів» (1992), «Справжнє кохання» (1993), «Крилаті ролери» (1993), «Правдива брехня» (1994), «Опус містера Голланда» (1995), «Він, я і його друзі» (2006).